# Desert d'Atacama

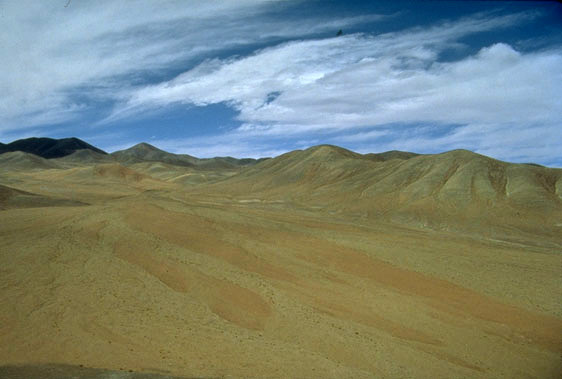
Desert d'Atacama

El desert d'Atacama (castellà: Desierto de Atacama) és el desert més àrid del món, que s'estén pel nord de Xile. Amb una extensió superior als 105.000 km², està situat al Tròpic de Capricorn, com el desert del Kalahari o el Gran Desert Australià.
L'aridesa, determinada per la latitud, s'incrementa a causa de l'efecte barrera de la serralada dels Andes, que bloqueja la humitat procedent de l'oceà Atlàntic a través de la conca amazònica. Al desert d'Atacama s'han enregistrat períodes de fins a 40 anys sense pluges al sector central, delimitat per les ciutats més properes d'Antofagasta, Calama, Iquique i Arica, essent l'únic lloc del planeta on s'ha pogut mesurar un 0% d'humitat relativa de l'aire.
El desert ha estat poblat des del començament de la colonització americana pels indígenes, especialment per tribus com els atacameños, mentre que al litoral hi vivien els changos. Dominat per l'Imperi Inca, els espanyols l'anomenaren el "despoblado de Atacama". Després de la independència, Bolívia en va ocupar la part més important, incloent-hi els valuosos dipòsits de salnitre, que estigueren a l'origen de la Guerra del Pacífic (1879-1883). A l'acabament d'aquest conflicte, Xile es va annexar l’antiga part boliviana, on s'ha desenvolupat una intensa activitat minera que inclou explotacions de coure, liti (hi ha la major reserva del món amb un 40%) i altres metalls.

## Clima
Tot i ser popularment conegut com el desert més àrid del món, especialment els voltants de la ciutat abandonada de Yungay, no ho és, aquesta afirmació correspon a les Valls seques de McMurdo.
A les nits la temperatura fluctua molt, ja que pot baixar fins a -25 ° C a la zona de Ollagüe, mentre que en el dia la temperatura es pot situar entre els 25 i els 50 ° C a l'ombra. No hi ha gaire diferència entre l'estiu i l'hivern, perquè es troba al límit del tròpic de Capricorn. A l'estiu, la temperatura ambient matinal és de 4 a 10 ° C i la màxima pot arribar als 45 ° C a plena llum del sol. La radiació solar és molt alta en l'espectre ultraviolat, per la qual cosa és indispensable l'ús d'ulleres i cremes amb protecció UV.
La humitat relativa de l'aire és de tot just un 18% a l'interior, però molt alta al litoral, arribant fins a un 98% en els mesos d'hivern. La pressió atmosfèrica és de 1017 mil·libars. Hi temporades de tornados quan la velocitat pot arribar fàcilment als 100 km / h, generalment registrats al migdia.

### Aridesa
Al desert d'Atacama, una pluja mesurable (d'almenys 1 mm) pot tenir lloc una vegada cada 15 o 40 anys. Fins i tot s'han registrat períodes de fins a 400 anys sense pluges en el seu sector central. No obstant això, la zona es veu afectada entre gener i febrer per l'anomenat "hivern altiplànic", que produeix alguna que altra pluja i abundants tempestes elèctriques.
La pluja mitjana és d’uns 15 mm l’any, tot i que algunes ubicacions només arriben a entre 1 i 3 mm en un any. A més, algunes estacions meteorològiques d'Atacama mai han rebut pluja. L'evidència suggereix que l'Atacama pot no haver tingut precipitacions significatives entre 1570 fins 1971.
El desert d'Atacama pot ser el desert més antic de la terra i ha experimentat una hiperaridesa extrema durant almenys 3 milions d'anys, convertint-se en la regió àrida contínua més antiga de la terra. La llarga història d’aridesa planteja la possibilitat que la mineralització supergènica, en condicions adequades, es pugui formar en ambients àrids, en lloc de requerir condicions humides. La presència de formacions d’evaporites suggereix que en algunes seccions del desert d’Atacama, les condicions àrides han persistit durant els darrers 200 milions d’anys (des del Triàsic).
Atacama és tan àrid que moltes muntanyes amb més de 6.000 metres d'alçada no tenen glaceres. Només els cims més alts (com Ojos del Salado, Monte Pissis i Llullaillaco) tenen certa cobertura de neu permanent.
La part sud del desert podria haver estat lliure de glaceres durant tot el Quaternari (incloses les èpoques de glaciacions), tot i que el permafrost s'estén fins a una altitud de 4.400 m i és continu per sobre de 5.600 m. Els estudis d'un grup de científics britànics han suggerit que alguns rius han estat completament secs durant 120.000 anys. Tanmateix, algunes localitzacions d’Atacama reben una boira marina coneguda localment com la camanchaca, que proporciona humitat suficient per a les algues hipolítiques, els líquens i fins i tot alguns cactus, entre els quals destaca el gènere Copiapoa.
Geogràficament, l’aridesa d’Atacama s'explica perquè està situada entre dues cadenes muntanyoses (els Andes i la serralada de la costa xilena) d’alçada suficient per evitar l’advecció de la humitat del Pacífic o de l’oceà Atlàntic.

### Semblances amb Mart
En una regió a uns 100 km al sud d'Antofagasta, que té una alçada mitjana de 3.000 m, el sòl s'ha comparat sovint amb el del planeta Mart. Degut al seu aspecte "extraterrestre", l'Atacama s'ha utilitzat diverses vegades per filmar escenes que transcorren a Mart, sobretot en la sèrie de televisió Space Odyssey: Voyage to the Planets (Odisea a l'espai: viatge cap als planetes).
El 2003, un equip d’investigadors va publicar un informe en què usaven les proves de les exploracions a Mart de Viking 1 i Viking 2, que cercaven detectar vida, i no eren capaços de detectar cap semblança amb Mart al sòl del desert d’Atacama a la regió de Yungay. La regió pot ser única a la Terra en aquest sentit i la NASA la fa servir per provar instruments per a futures missions a Mart. L'equip va duplicar les proves de Viking en entorns terrestres semblants a Mart i va trobar que faltaven els signes de vida actuals en mostres de sòl de les valls seques de l'Antàrtida, el desert d'Atacama de Xile i el Perú i altres llocs. Tanmateix, el 2014 es va informar d’un nou lloc hiperàrid, María Elena South, que era molt més sec que Yungay i, per tant, un millor entorn semblant a Mart.
El 2008, el Phoenix Mars Lander va detectar perclorats a la superfície de Mart al mateix lloc on es va descobrir aigua per primera vegada. Els perclorats també es troben a Atacama i els dipòsits de nitrats associats contenen productes orgànics, cosa que fa que s'especuli que els signes de vida a Mart no són incompatibles amb els perclorats. Atacama també és un lloc de proves per al programa de detecció de coves Terra-Mart finançat per la NASA.

## Flora i fauna

### Flora

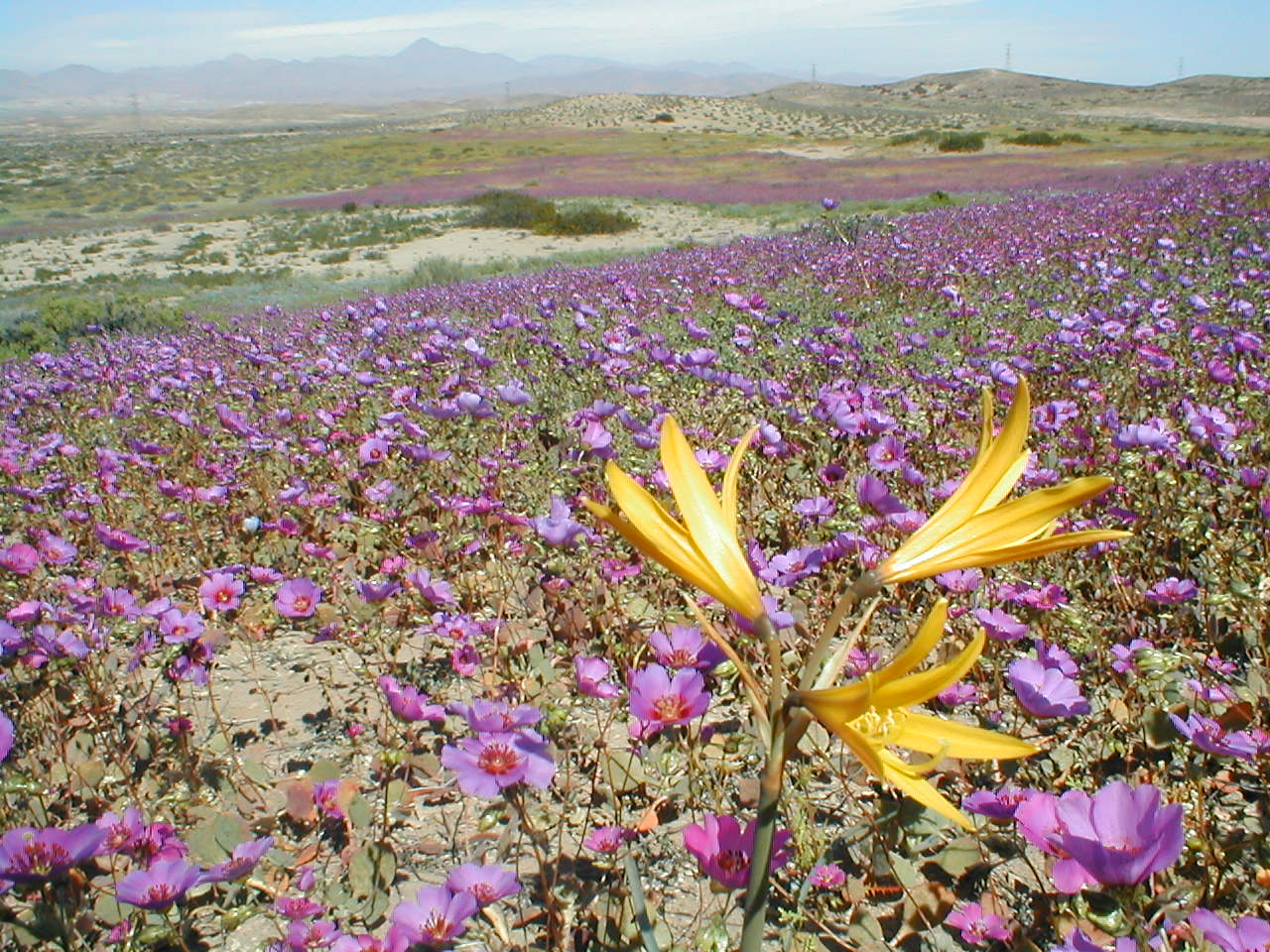
Vegetació al Parc Nacional Pan de Azúcar a la costa del desert d’Atacama

Malgrat les condicions geogràfiques i climàtiques del desert, hi ha evolucionat una rica varietat de flora. Es té constància d'almenys 500 espècies a la frontera d'aquest desert. Aquestes espècies es caracteritzen per la seva extraordinària capacitat d'adaptació a aquest entorn extrem. Les espècies més freqüents són les herbes i les flors com el farigola, la llareta i la cirialera herbàcia, i on la humitat és suficient, arbres com el chañar, l’arbre del pimiento i el frondós algarrobo (Prosopis chilensis).
La llareta és una de les espècies de fusta amb més creixement del món. Es troba a altituds entre 3.000 i 5.000 m. La seva forma densa és similar a un coixí d’uns 3 a 4 m de gruix. Concentra i reté la calor del dia per fer front a les baixes temperatures del vespre. La taxa de creixement de la llareta s'ha estimat recentment en uns 1,5 cm per any, cosa que fa que moltes llaretes tinguin més de 3.000 anys d’antiguitat. Produeix una resina molt preuada, que la indústria minera va collir indistintament com a combustible, fet que posa en perill aquesta planta.
El desert també alberga cactus, plantes suculentes i altres plantes que prosperen en un clima sec. Les espècies de cactus aquí inclouen els candelabres (Browningia candelaris) i el cardó (Echinopsis atacamensis), que poden assolir una alçada de fins a 7 m i un diàmetre de 70 cm.
La floració del desert d’Atacama es pot veure de setembre a novembre en anys amb prou pluges, com va passar el 2015.

### Fauna

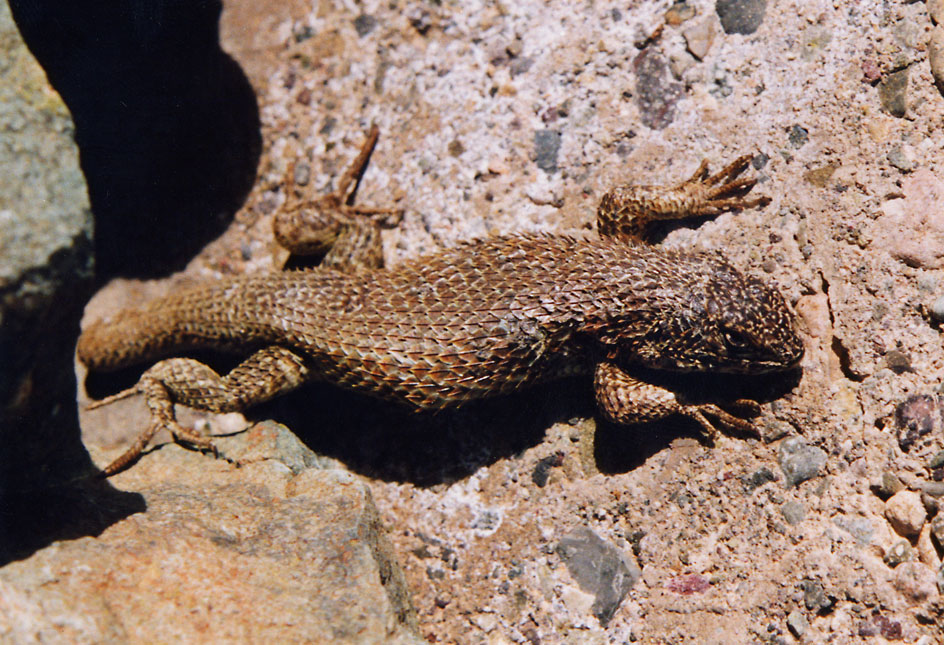
Liolaemus nitidus, un llangardaix originari del sud del desert d’Atacama

El clima del desert d’Atacama limita el nombre d’animals que viuen permanentment en aquest ecosistema extrem. Algunes parts del desert són tan àrides que cap planta ni vida animal pot sobreviure. Fora d’aquestes zones extremes, les llagostes de color sorra es barregen amb còdols al terra del desert, i els escarabats i les seves larves proporcionen una font d’aliment valuosa als lloms. Les vespes i les papallones del desert es poden trobar durant la temporada càlida i humida, especialment a les llomeres. També s'hi poden trobar escorpins vermells.
Algunes lomas ofereixen un entorn únic, on la boira de l’oceà proporciona prou humitat a les plantes de temporada i a algunes espècies animals. Sorprenentment, poques espècies de rèptils habiten al desert i encara menys espècies d'amfibis. Chaunus atacamensis, el gripau de Vallenar o el gripau d’Atacama, viu als lloms, on pon ous en estanys o rierols permanents. Els iguanis i els llangardaixos de lava habiten parts del desert, mentre que els llangardaixos salats, Liolaemus, viuen a les zones seques que voregen l'oceà. Hi ha una espècie endèmica, Liolaemus fabiani, que habita al Salar d'Atacama, la salina d'Atacama.
Les aus són un dels grups d’animals més diversos a Atacama. Els pingüins Humboldt viuen tot l'any al llarg de la costa, nidificant als penya-segats del desert amb vistes a l'oceà. A l'interior, les salines de gran altitud estan habitades per flamencs andins, mentre que els flamencs xilens es poden veure al llarg de la costa. Altres ocells (incloses les espècies de colibrís i pardal de coll rufós) visiten les lomas estacionalment per alimentar-se d’insectes, nèctar, llavors i flors. Els lloms ajuden a sostenir diverses espècies amenaçades, com ara la fusta xilena en perill d’extinció.
A causa de l'extrema aridesa del desert, a Atacama només hi viuen unes poques espècies de mamífers especialment adaptades, com el ratolí d'orelles de fulla de Darwin. Les parts menys àrides del desert estan habitades per la guineu gris sud-americana i la viscàcia. Els animals més grans, com els guanacs i les vicunyes, pasturen a les zones on creix herba, principalment perquè es rega estacionalment per la neu fosa. Les vicuñas han de romandre a prop d’un subministrament d’aigua constant, mentre que els guanacs poden recórrer zones més àrides i sobreviure més temps sense aigua dolça. Les foques de pell sud-americanes i els lleons marins sud-americans sovint es reuneixen al llarg de la costa.

## Història
El desert d'Atacama ha estat poblat des dels començaments de la colonització americana. Una de les activitats dels primers habitants d'aquesta zona era la mineria, datada entre 12.000 i 10.000 anys enrere en una mina d'òxid de ferro a Taltal, Regió d'Antofagasta, la més antiga del continent.24 25 

### Període prehispànic
La cultura Chinchorro es va desenvolupar a la zona del desert d’Atacama des del 7.000 aC fins al 1.500 aC. Aquests pobles eren pescadors sedentaris que habitaven principalment zones costaneres. La seva presència es troba a les ciutats actuals d'Ilo, al sud del Perú, fins a Antofagasta, al nord de Xile. La presència d’aigua dolça a la regió àrida de la costa va facilitar l’assentament humà en aquestes zones. Els chinchorro eren famosos per la seva detallada momificació i pràctiques funeràries, van ser la primera cultura coneguda en realitzar-ne.
Aquest territori també va ser habitat per altres pobles com els atacamenys, mentre que en el seu litoral vivien els changos, els cols, els lupacas i els uros. Va ser dominat pel senyoriu de Chucuito sota el nom de Colesuyo i després per l'Imperi Inca com Collasuyo. Els atacamenys destacaven per la construcció de ciutats fortificades anomenades pucaràs, una de les quals es troba a pocs quilòmetres de San Pedro de Atacama. L'església de la ciutat va ser construïda pels espanyols el 1577.

### Període imperial
L'assentament d'oasi de Pica té orígens prehispànics, però va servir com una escala important per al trànsit entre la costa i l'altiplà durant l'època de l'Imperi Inca. Les ciutats costaneres es van originar als segles XVI, XVII i XVIII durant l'època de l'Imperi espanyol, quan van sorgir com a ports marítims de plata produïda a Potosí i altres centres miners.
La regió més àrida va ser denominada «despoblat d'Atacama» durant l'època colonial espanyola. Després de les Guerres d'independència hispanoamericanes, i a causa de la inexactitud dels documents reals, la zona va estar en disputa fins que, a través dels tractats de límits de 1866 i 1874, la regió va passar a ser oficialment territori bolivià.

### Període republicà
Durant el segle xix, el desert va quedar sota control de Bolívia, Xile i el Perú. Amb el descobriment de jaciments de nitrat de sodi i com a resultat de fronteres poc clares, la zona es va convertir aviat en una zona de conflicte i va donar lloc a la Guerra del Pacífic. El 14 de febrer de 1879, es va efectuar el desembarcament xilè a Antofagasta, iniciant les accions militars contra Bolívia. El 1873, s'havia subscrit el tractat d'Aliança Defensiva Perú-Bolívia, per la qual cosa Xile va declarar la guerra als dos estats el 5 d'abril de 1879, iniciant formalment la Guerra de el Pacífic, que va finalitzar el 1884 amb la victòria de Xile, el tractat d'Ancón amb Perú i el pacte de Treva amb Bolivia. Després del conflicte, Xile es va annexionar la major part del desert i les ciutats de la costa es van convertir en ports internacionals, acollint molts treballadors xilens que van emigrar-hi.
Amb els booms del guano i salitre del segle xix, la població va créixer molt, principalment a causa de la immigració provinent del centre de Xile. Al segle xx, la indústria dels nitrats va disminuir i, al mateix temps, la població va començar a reclamar drets i a enfrontar-se a les empreses mineres amb protestes a tota la regió.
Cap al 1900, hi havia un sistema de reg de puquios estès pels oasis del desert d'Atacama. Els puquis són coneguts a les valls d’Azapa i Sibaya i als oasis de La Calera, Pica-Matilla i Puquio de Núñez. El 1918, el geòleg Juan Brüggen va esmentar l'existència de 23 socavones (forats) a l'oasi de Pica, tot i que des de llavors s'han abandonat a causa de problemes econòmics i socials.

### Ciutats abandonades
El desert és ric en jaciments de coure i altres minerals i el subministrament natural més gran del món de nitrat de sodi (salitre de Xile), que es va explotar a gran escala fins a principis dels anys quaranta.
Al desert hi ha més de 170 ciutats mineres abandonades, gairebé totes tancades dècades després de la invenció del nitrat sintètic a Alemanya durant la primera dècada del segle xx. Les ciutats inclouen Chacabuco, Humberstone, Santa Laura, Pedro de Valdivia, Puelma, María Elena i Oficina Anita.
El desert d’Atacama també és ric en recursos minerals metàl·lics com coure, or, plata i ferro, així com minerals no metàl·lics que inclouen importants dipòsits de sals de bor, liti, nitrat de sodi i potassi. El Salar d'Atacama és d'on s'extreu la bisquofita. Aquests recursos són explotats per diverses empreses mineres com Codelco, Lomas Bayas, Mantos Blancos i Soquimich.

## Astronomia
El desert d'Atacama és considerat el millor lloc del planeta per observar el firmament i desenvolupar l'astronomia. Gàcies a la seva alçada respecte a el nivell de la mar, l'escassa nuvolositat, la quasi inexistent humitat de l'aire i la llunyana contaminació lumínica i radioelèctrica, fan que la visibilitat del seu cel nocturn sigui molt nítida. A causa d'això, més d'una dotzena d'observatoris s'ubiquen en aquest lloc, per exemple Paranal (VLT), el complex astronòmic més avançat i poderós de la planeta; ALMA, el major projecte astronòmic del món; i La Silla. Xile posseeix el 40% de l'observació astronòmica del món i en les pròximes dècades el sector desenvoluparà altres projectes com el Telescopi Gegant de Magallanes, el Large Synoptic Survey Telescope (LSST), l'E-ELT i l'ampliació de l′Atacama Large Millimeter Array que faran que el nord de país concentri prop de el 70% del total mundial.

Telescopi astronòmic al desert d'Atacama
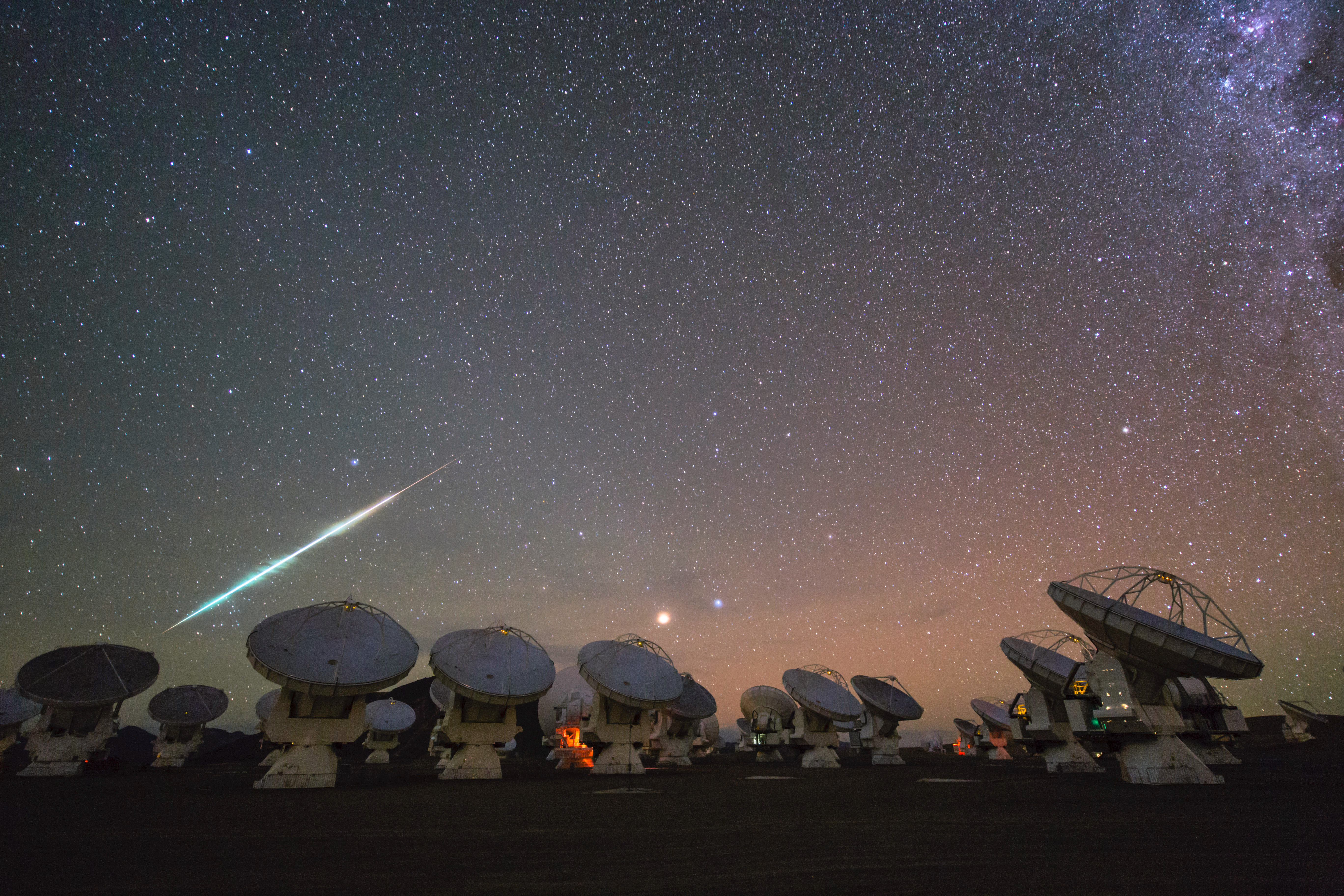
Observatori ALMA
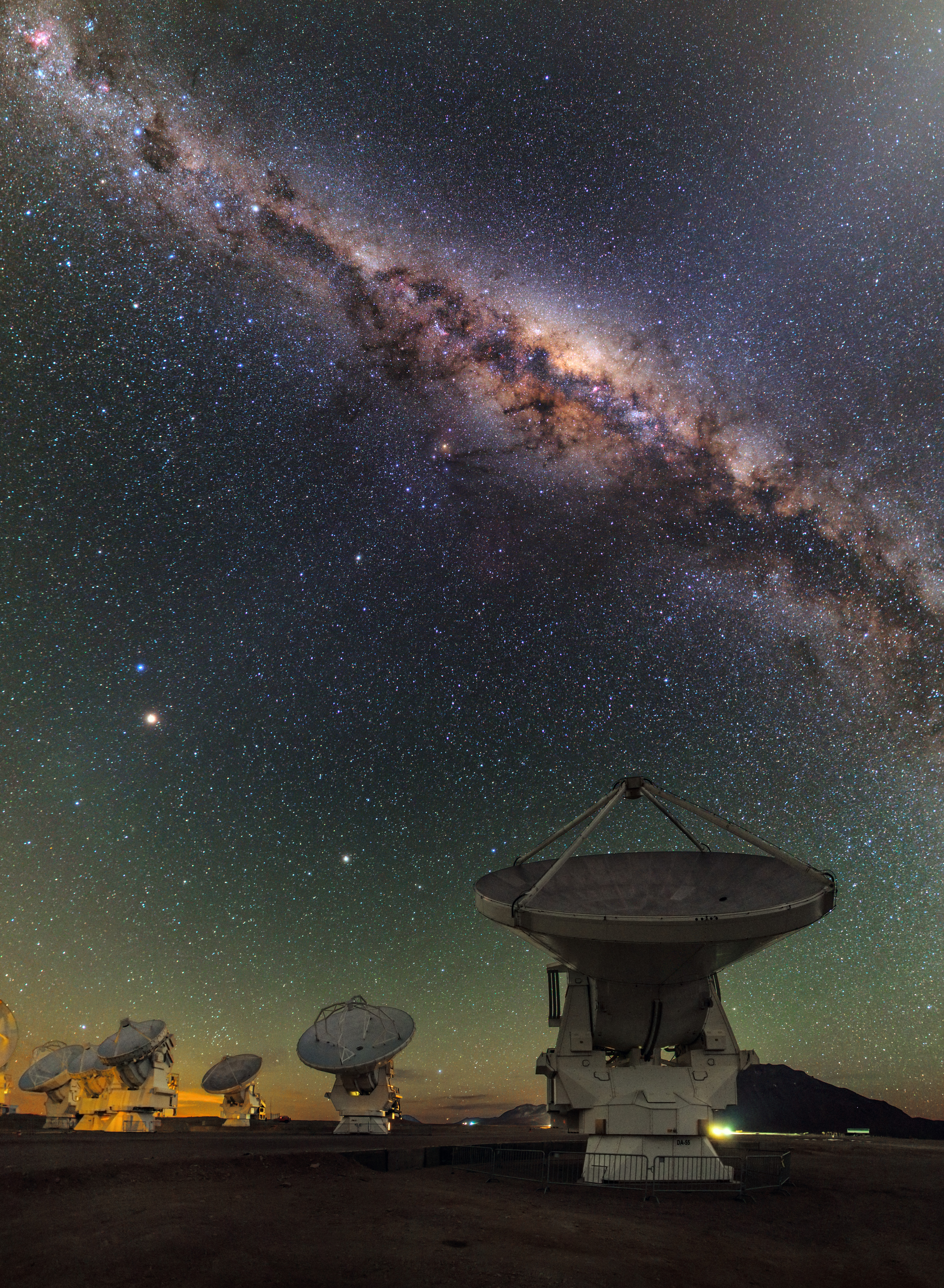
Centre de la Via Làctia sobre d'ALMA

## Altres activitats humanes

### Esports
El desert d’Atacama és popular entre els amants de l'esport tot terreny. S'hi han celebrat diversos campionats, incloent el Ral·li Baixa Atacama, el Ral·li Baix Xile, el Ral·li Patagonia-Atacama i les darreres edicions del Ral·li Dakar, organitzat per Amaury Sport Organization i celebrat el 2009, 2010, 2011 i 2012. El Ral·li Dakar de 2013 va començar el 5 de gener a Lima, Perú, i va passar a Xile, Argentina i va tornar a Xile acabant a Santiago. Un altre esdeveniment que es realitza en aquest desert és la Carrera Solar Atacama, que consisteix en una cursa de vehicles solars que passa per Toconao, Calama, Iquique i Antofagasta.
També s'hi realitzen diferents curses com l'Atacama Crossing, una cursa a peu d’una setmana on els competidors creuen els diversos paisatges de l’Atacama, o la Marató del Volcano, prop del volcà Lascar al desert d'Atacama.
Els visitants també utilitzen les dunes de sorra del desert d’Atacama per fer sandboard.

### Turisme
La majoria de les persones que realitzen turisme al desert d'Atacama s'allotgen a la ciutat de San Pedro de Atacama, des d'on surten excursions als Guèiser de Tatio, la Vall de la Lluna o de al Valle del Arcoiris o activitats com l'observació astronomica o el sandboard. El desert d’Atacama és una de les tres ubicacions més turístiques de Xile.

## Galeria d'imatges

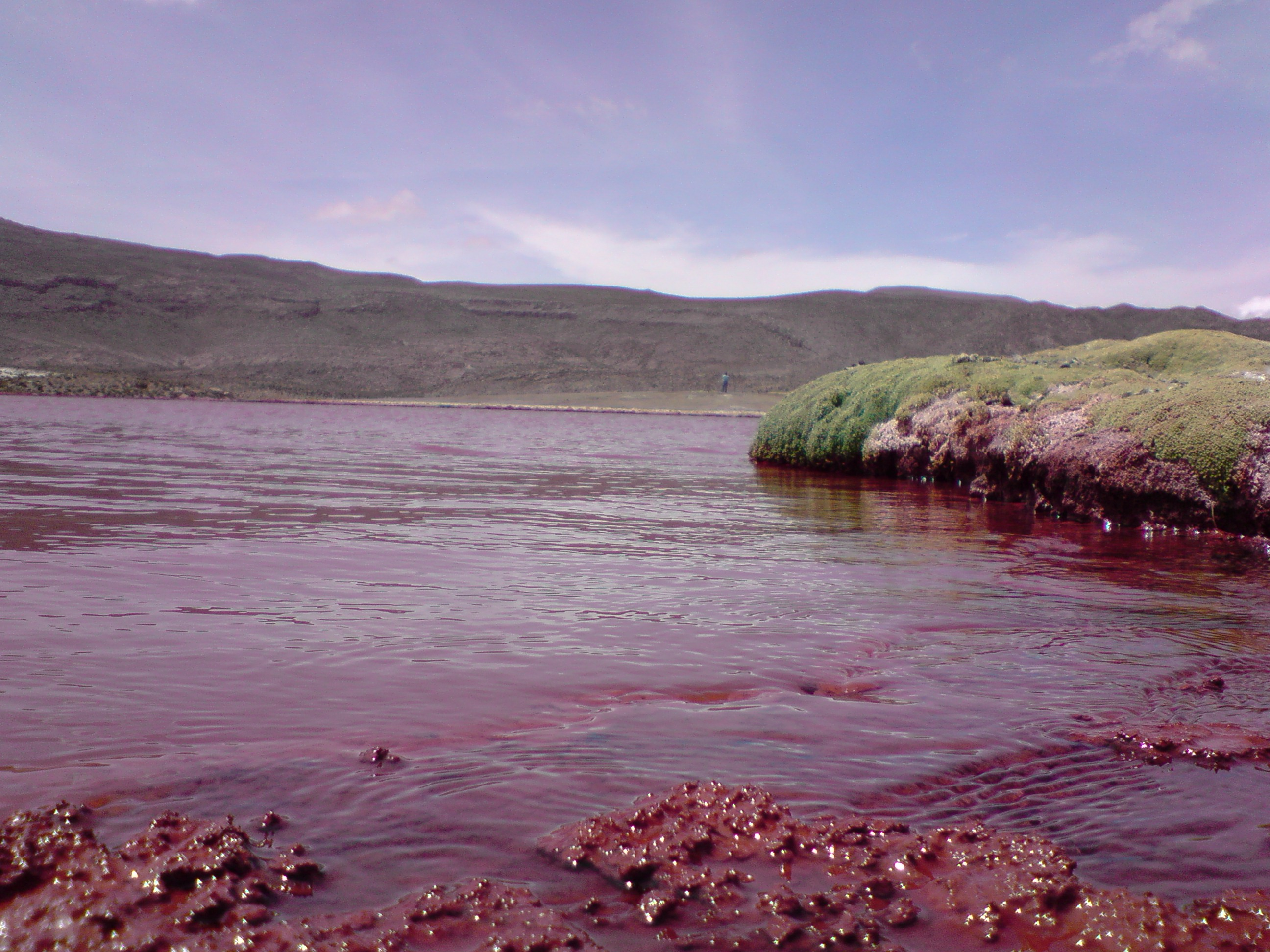
Laguna Roja
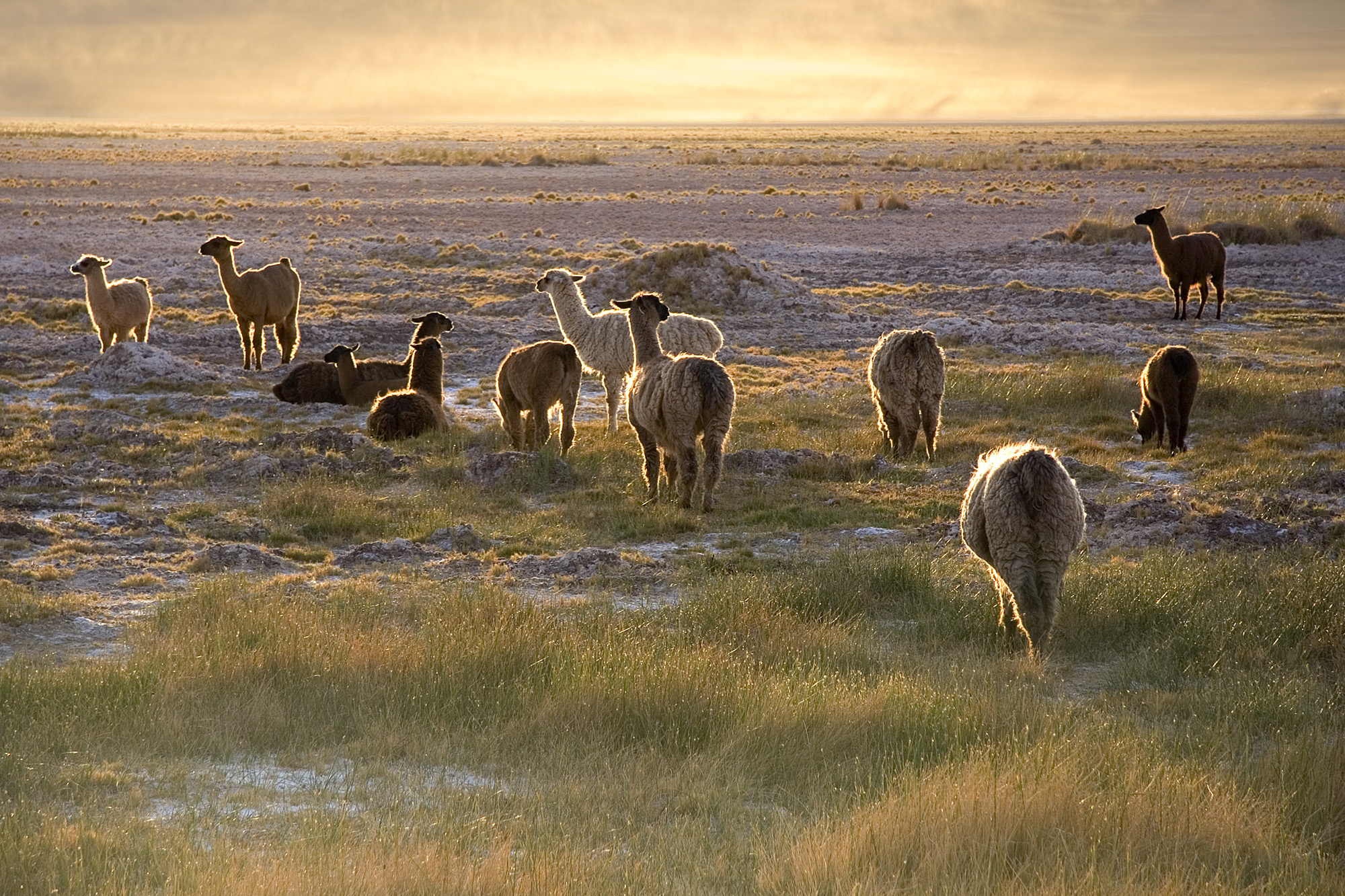
Llames al desert d'Atacama
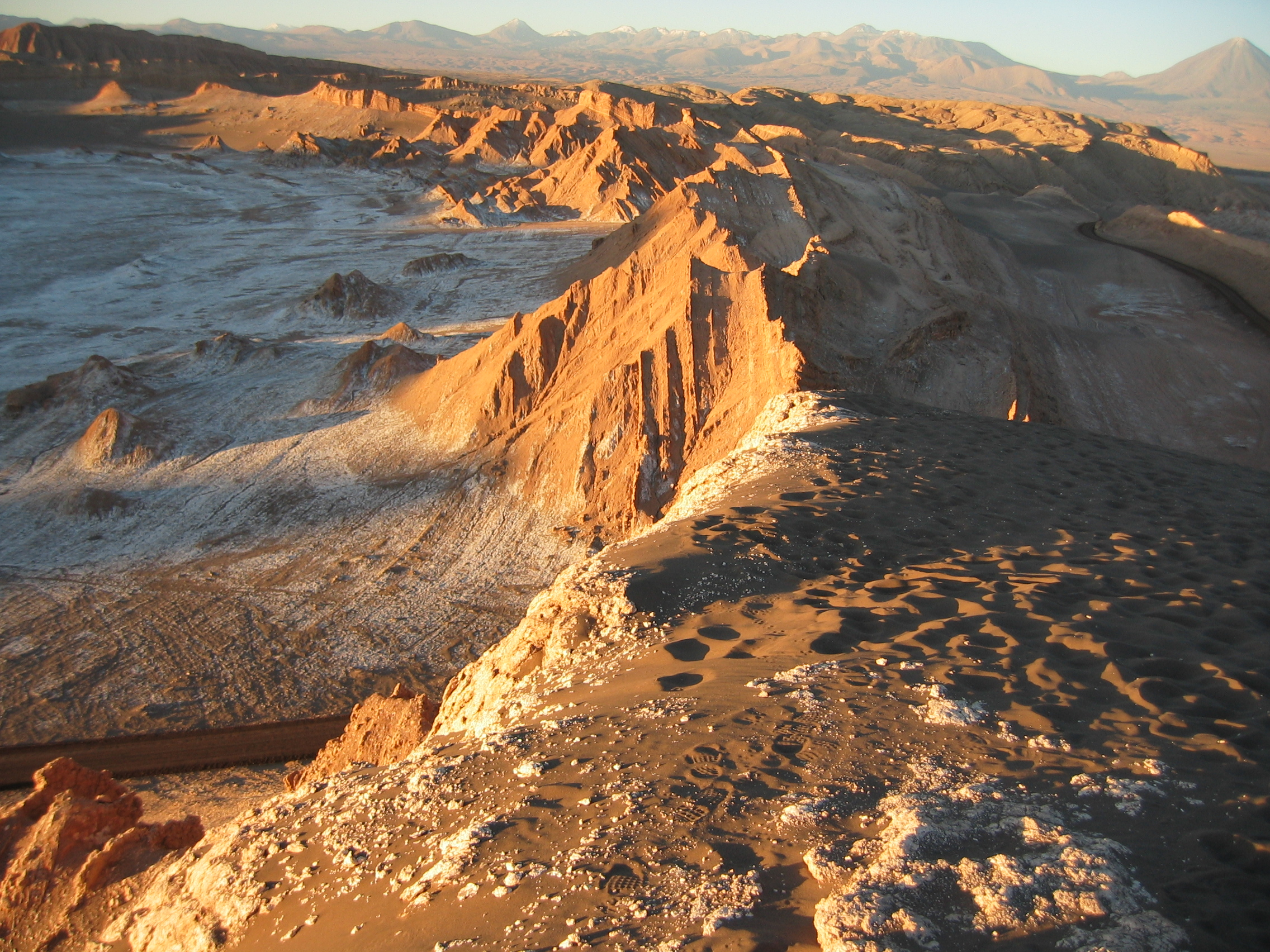
Valle de la Luna
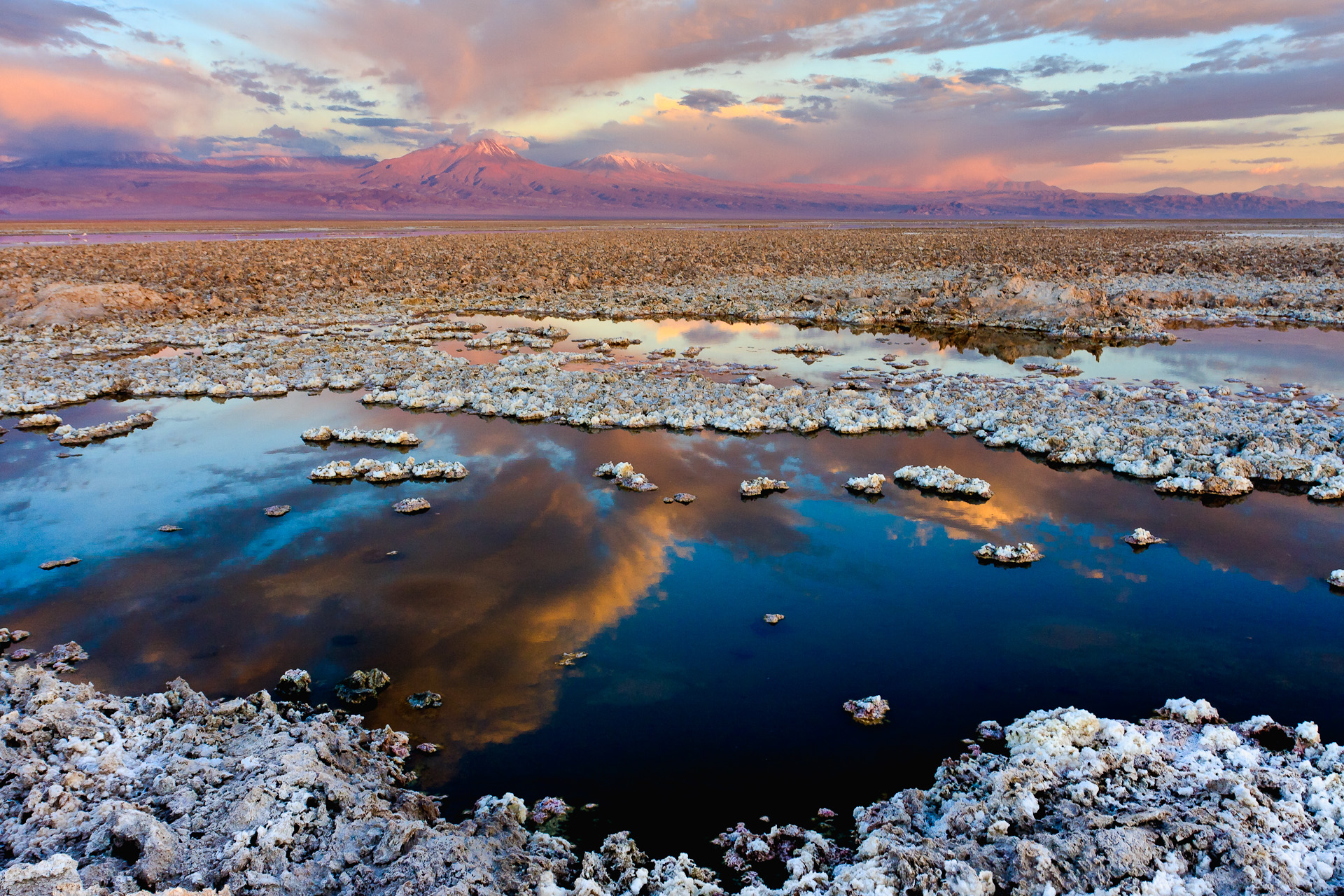
Salar d'Atacama
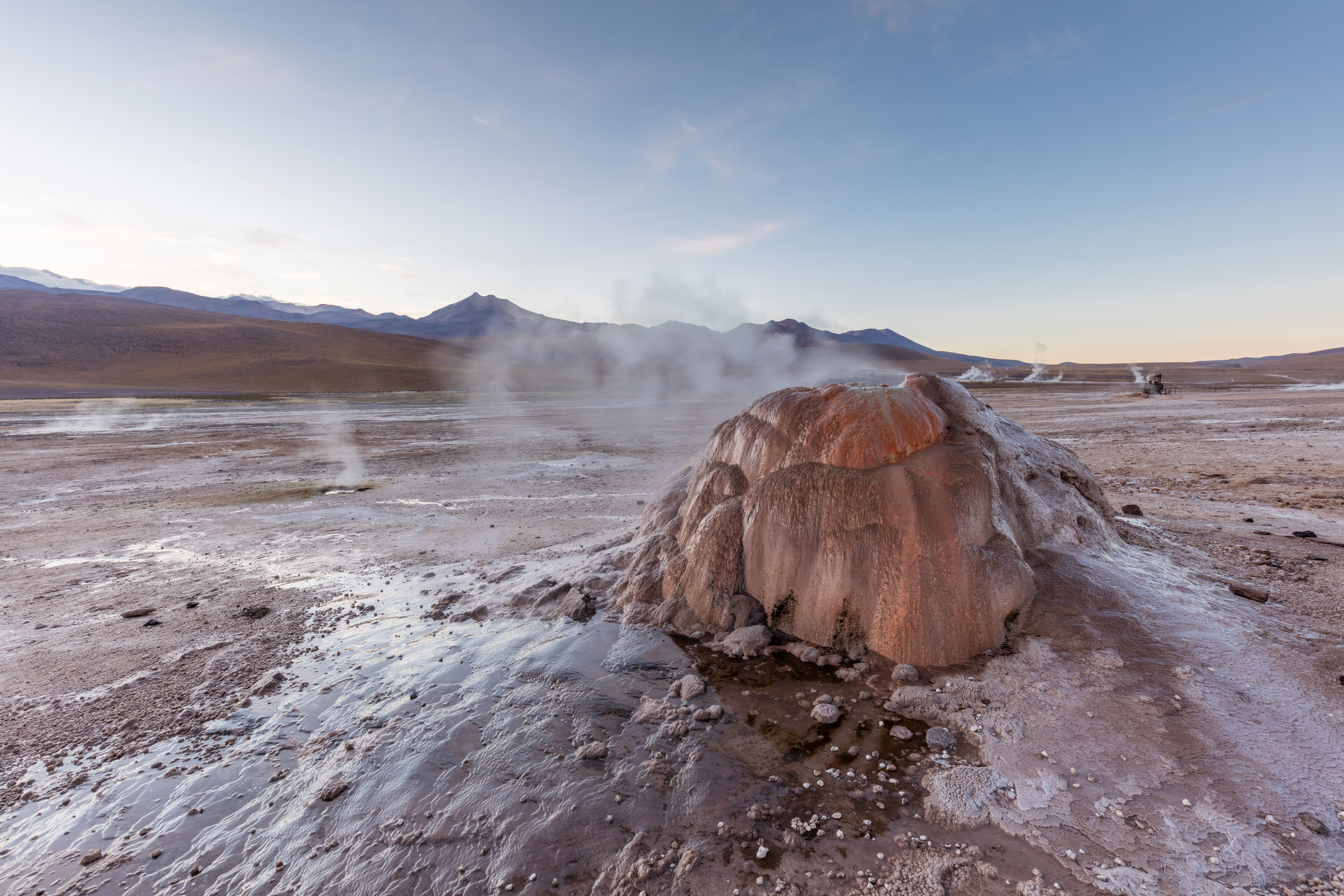
Guèisers de Tatio
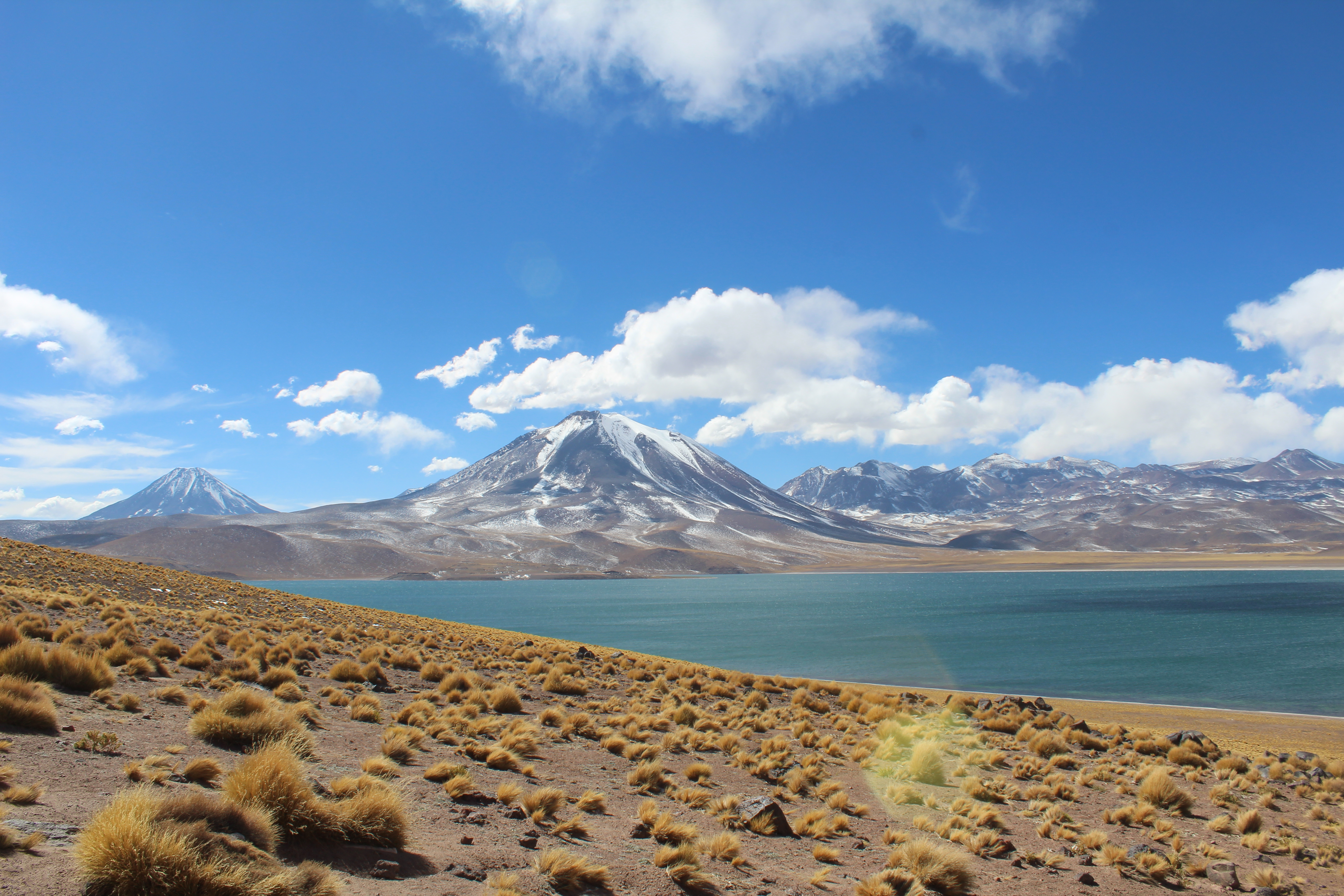
Llacunes altiplàniques
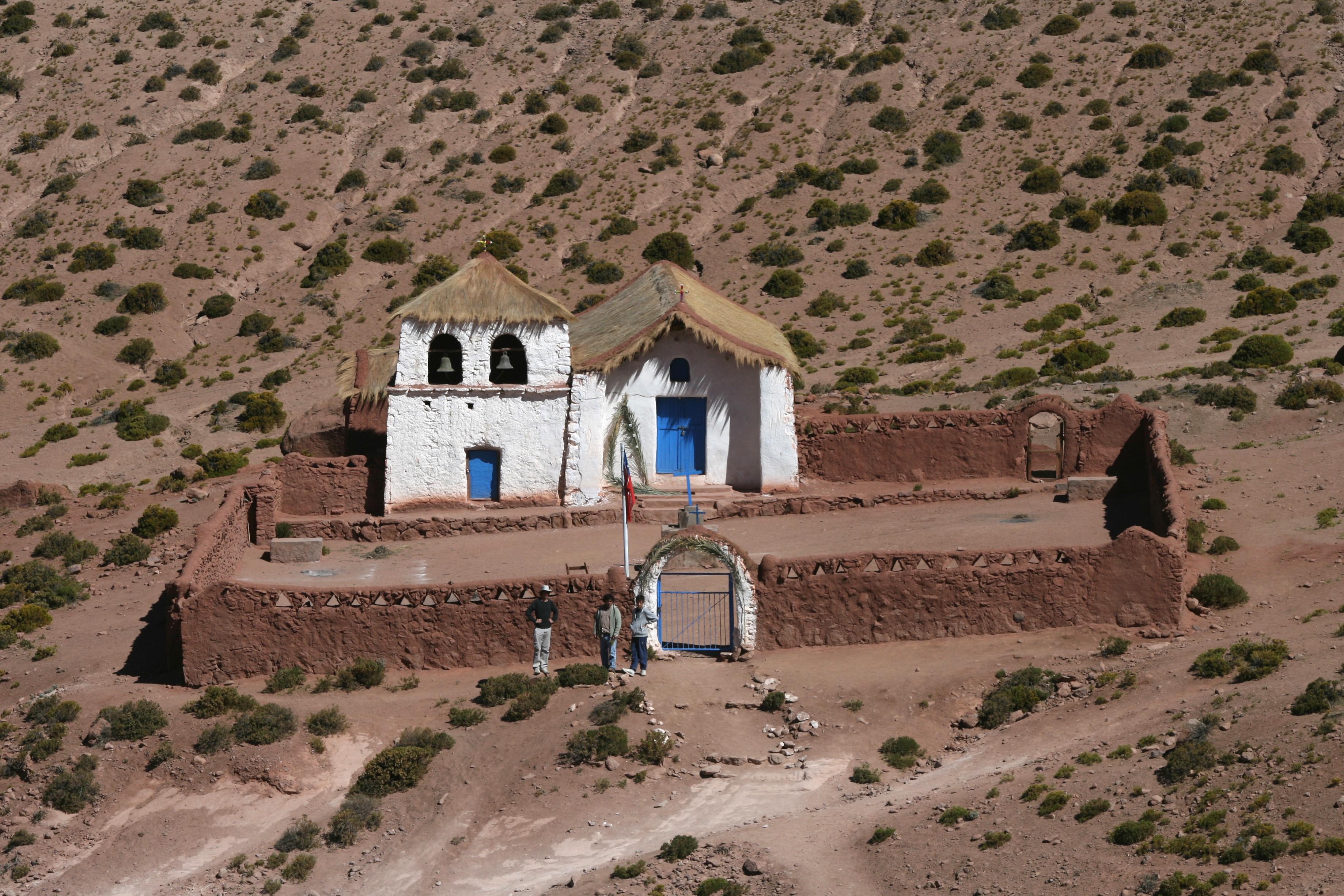
Església al desert d'Atacama
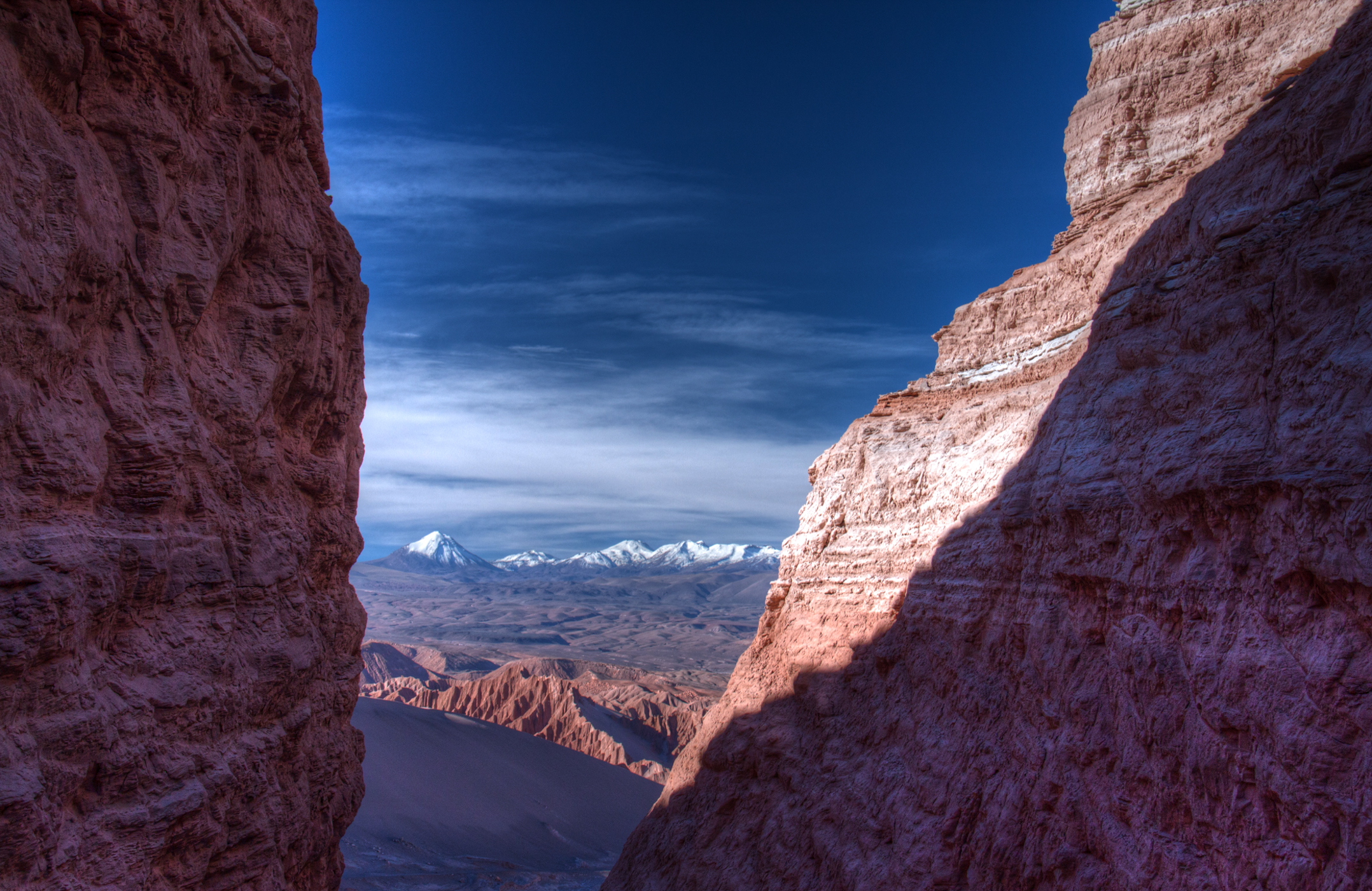
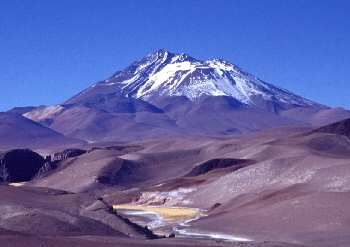
Volcà Lllullaillaco
Valle del Arcoíris